# Широкая Балка (Кировоградская область)
Широкая Балка (укр. Широка Балка) — село в Долинской городской общине Кропивницкого района Кировоградской области Украины.
До 2020 года входило в состав Долинского района
Население по переписи 2001 года составляло 376 человек. Почтовый индекс — 28524. Телефонный код — 5234. Код КОАТУУ — 3521986905.